# Bermuda (roupa)

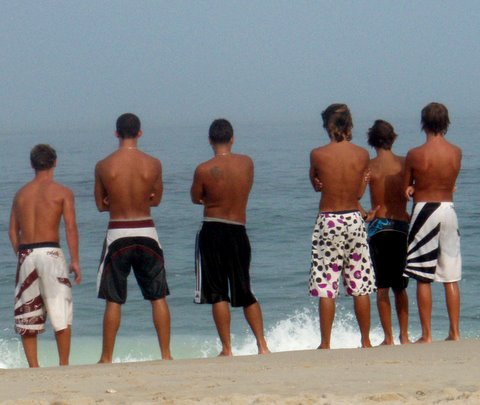
Vários modelos do tipo mais comum de bermuda, usado comumente para banho de mar ou surf

Bermuda é a peça de roupa tanto masculina quanto feminina baseada nas calças, em que o tecido, primordialmente, chega, o mínimo, ao joelho. Existem duas formas principais de prender: através de elásticos ou Sem elásticos, cintos e botões ou velcro.
Seu nome se deve ao fato de ter sido popularizado nas ilhas Bermudas, onde é traje típico.
A bermuda é parte do vestuário casual e esportivo tendo se popularizado por grupos de skatistas e por surfistas.
Ao lado da sunga e do short, tornou-se também uma roupa de banho bastante comum em países tropicais como Brasil e Austrália e Suriname.

## Tipos de bermuda
Assim como as calças, existem diversas formas de fabricar bermudas, diferenciando no modelo, tamanho, nos tecidos, nas formas de prendê-las a cintura, em tamanhos e comprimentos.

### Bermuda cargo

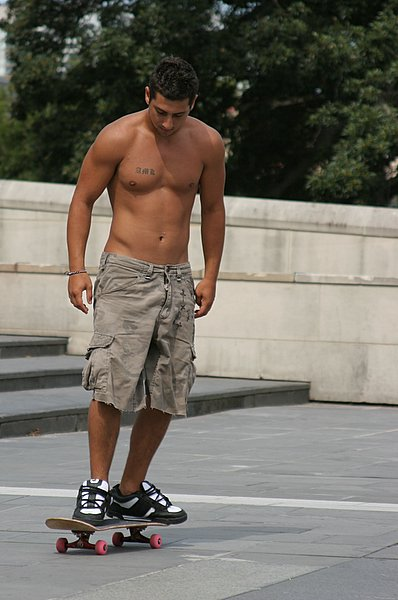
Skatista usando bermuda cargo

As bermudas conhecidas como cargo ou passeio (do inglês walk shorts) foram desenhadas para serem resistentes a atividades ao ar livre e seu tecido é de grande resistência. Seu corte é largo e mais quadrado impedindo marcas de joelho ao dobrar as pernas. Possuem vários botões e bolsos normalmente no formato de foles para aumentar seus volumes. São presas à cintura por cintos e botões e fechadas à frente por zíperes,
Inicialmente bermudas semelhantes eram usadas por soldados do exército, mas, por serem fabricadas com tecidos resistentes, essas bermudas, normalmente de cor cáqui, foram largamente utilizadas por skatistas, que popularizaram seu uso a partir da década de 90. Nesta mesma época estava se criando nos Estados Unidos a moda da calça baixa ou sagger que se proliferou entre skatistas e, já nos anos 2000, entre os adeptos da moda hip-hop e da moda emo.
Graças a essa moda, o modelo cargo ganhou variações mais folgadas, com o cavalo e os fundos maiores e aberturas mais largas nas pernas. Seu comprimento hoje varia de pouco acima do joelho até o meio da canela. Hoje em dia, tornou-se comum entre os jovens o uso da bermuda ou do short de basquete com uma parte da cueca aparecendo.
Hoje essas bermudas são variadas em várias cores e estilos, estampada, listrada, quadriculada, xadrez. Está em alta nessa estação o quadriculado está em alta, em várias cores, e tamanhos .

### Bermuda de surfista

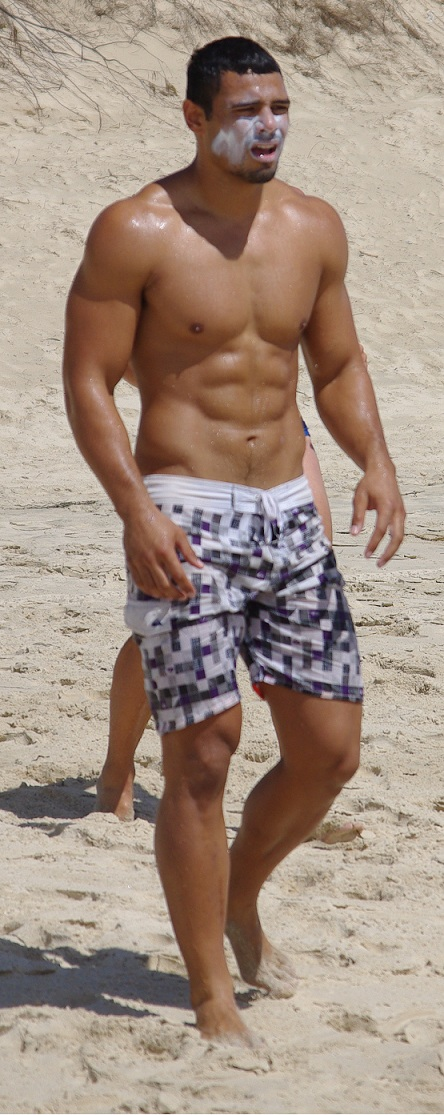
Bermuda de surf, também conhecida no Brasil por bermudão

A bermuda de surfista ou bermudão surgiu com força no início da década de 90 quando os surfistas deixaram aos poucos de usar o short ou a sunga para surfar e passaram a usar bermudas de tecidos novos à época, de secagem rápida, como o tactel. Elas ainda eram curtas, parecidas com os shorts conhecidos como swim trunks, em inglês.
Com o tempo, elas foram aumentando seu tamanho e o cavalo e os fundos ficaram maiores para permitir os movimentos sobre a prancha. Ao final dos anos 1990, já se assemelhava aos modelos de bermudões de atualmente. Nesta época, o tecido mais usado era o náilon, brilhante e sedoso ao toque e de secagem rápida. Nos anos 2000 os bermudões perderam o brilho e ficaram mais longos, passando a linha do joelho. Passaram a ser feitos basicamente de poliéster.
Estas bermudas são fechadas por velcro podendo ou não haver cordões à cintura para auxiliar a prendê-las. Menos comumente, podem ser presas por elásticos e cordões, dispensando o velcro. Suas cores variam e, entre os surfistas é comum o uso de estampas florais contendo hibiscos estilizados.
São normalmente usadas logo à linha abaixo da cintura, mas, seguindo a moda da calça baixa, também pode deixar a roupa de baixo à mostra. Como roupa de banho, a bermuda pode ser usada sobre cueca, short ou sunga.

### Bermuda jeans
Desenhadas a partir de versões menores da calça jeans. Podem ter o corte mais largo ou mais comprido, com a barra parando acima do joelho ou abaixo dele.